# Idron
Pour les articles homonymes, voir Idron (homonymie).
Idron (en béarnais Idron ou Idroû) est une commune française située dans le département des Pyrénées-Atlantiques, en région Nouvelle-Aquitaine.
Le gentilé est Idronnais.

## Géographie

### Localisation
La commune d'Idron se trouve dans le département des Pyrénées-Atlantiques, en région Nouvelle-Aquitaine.
Elle se situe à 5,9 km par la route de Pau, préfecture du département
La commune fait en outre partie du bassin de vie de Pau.
Les communes les plus proches sont : 
Lée (1,6 km), Aressy (1,8 km), Meillon (2,7 km), Bizanos (3,2 km), Rontignon (3,4 km), Uzos (3,4 km), Mazères-Lezons (3,6 km), Ousse (3,7 km).
Sur le plan historique et culturel, Idron fait partie de la province du Béarn, qui fut également un État et qui présente une unité historique et culturelle à laquelle s’oppose une diversité frappante de paysages au relief tourmenté.

### Communes limitrophes
Les communes limitrophes sont  Aressy, Bizanos, Lée, Meillon, Morlaàs, Pau et Sendets.
|         | Morlaàs | Sendets |
| Pau     | Idron   | Lée     |
| Bizanos | Aressy  | Meillon |

### Hydrographie

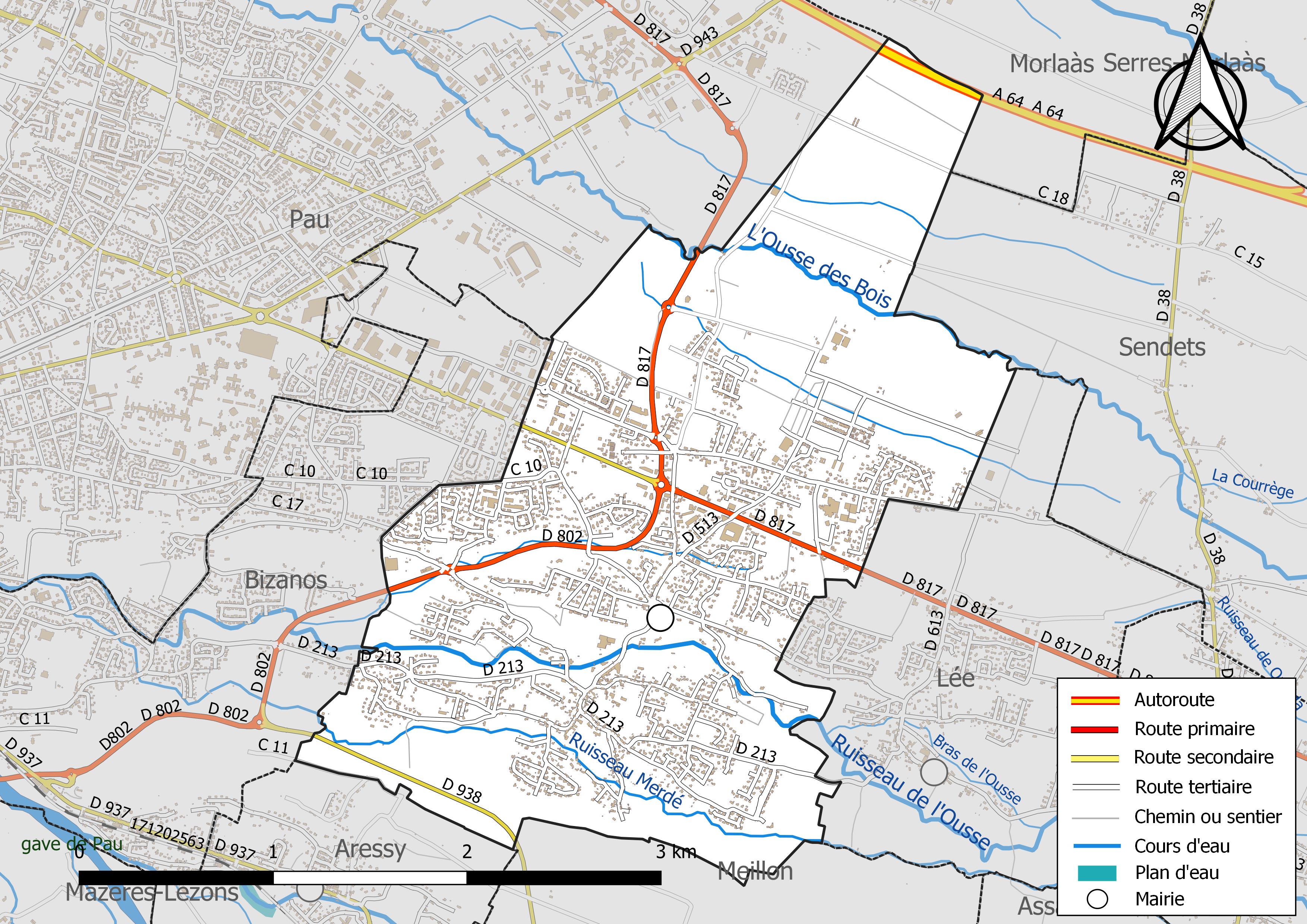
Réseaux hydrographique et routier d'Idron.

La commune est drainée par l'Ousse des Bois, l’Ousse, le ruisseau Merdé et par divers petits cours d'eau, constituant un réseau hydrographique de 12 km de longueur totale,.
L'Ousse des Bois, d'une longueur totale de 32,3 km, prend sa source dans la commune de Limendous et s'écoule d'est en ouest. Il traverse la commune et se jette dans le gave de Pau à Denguin, après avoir traversé 13 communes.
L’Ousse, d'une longueur totale de 42,4 km, prend sa source dans la commune de Bartrès et s'écoule du sud-est vers le nord-ouest. Il traverse la commune et se jette dans le gave de Pau à Gelos, après avoir traversé 19 communes.

### Climat
Pour des articles plus généraux, voir Climat de la Nouvelle-Aquitaine et Climat des Pyrénées-Atlantiques.
Historiquement, la commune est exposée à un climat de montagne.  
En 2020, Météo-France publie une typologie des climats de la France métropolitaine dans laquelle la commune est toujours exposée à un climat de montagne et est dans la région climatique Pyrénées atlantiques, caractérisée par une pluviométrie élevée (>1 200 mm/an) en toutes saisons, des hivers très doux (7,5 °C en plaine) et des vents faibles.
Pour la période 1971-2000, la température annuelle moyenne est de 12,9 °C, avec une amplitude thermique annuelle de 14 °C. Le cumul annuel moyen de précipitations est de 1 228 mm, avec 11,4 jours de précipitations en janvier et 7,9 jours en juillet. Pour la période 1991-2020, la température moyenne annuelle observée sur la station météorologique la plus proche, située sur la commune de Bénéjacq à 13 km à vol d'oiseau, est de 13,4 °C et le cumul annuel moyen de précipitations est de 1 244,1 mm,. Pour l'avenir, les paramètres climatiques de la commune estimés pour 2050 selon différents scénarios d’émission de gaz à effet de serre sont consultables sur un site dédié publié par Météo-France en novembre 2022.

### Milieux naturels et biodiversité

#### Réseau Natura 2000
Le réseau Natura 2000 est un réseau écologique européen de sites naturels d'intérêt écologique élaboré à partir des Directives « Habitats » et « Oiseaux », constitué de zones spéciales de conservation (ZSC) et de zones de protection spéciale (ZPS).
Un site Natura 2000 a été défini sur la commune au titre de la « directive Habitats » : le « gave de Pau », d'une superficie de 8 194 ha, un vaste réseau hydrographique avec un système de saligues encore vivace,.

## Urbanisme

### Typologie
Au 1er janvier 2024, Idron est catégorisée ceinture urbaine, selon la nouvelle grille communale de densité à sept niveaux définie par l'Insee en 2022.
Elle appartient à l'unité urbaine de Pau, une agglomération intra-départementale regroupant 55  communes, dont elle est une commune de la banlieue,,. Par ailleurs la commune fait partie de l'aire d'attraction de Pau, dont elle est une commune de la couronne,. Cette aire, qui regroupe 227 communes, est catégorisée dans les aires de 200 000 à moins de 700 000 habitants,.

### Occupation des sols

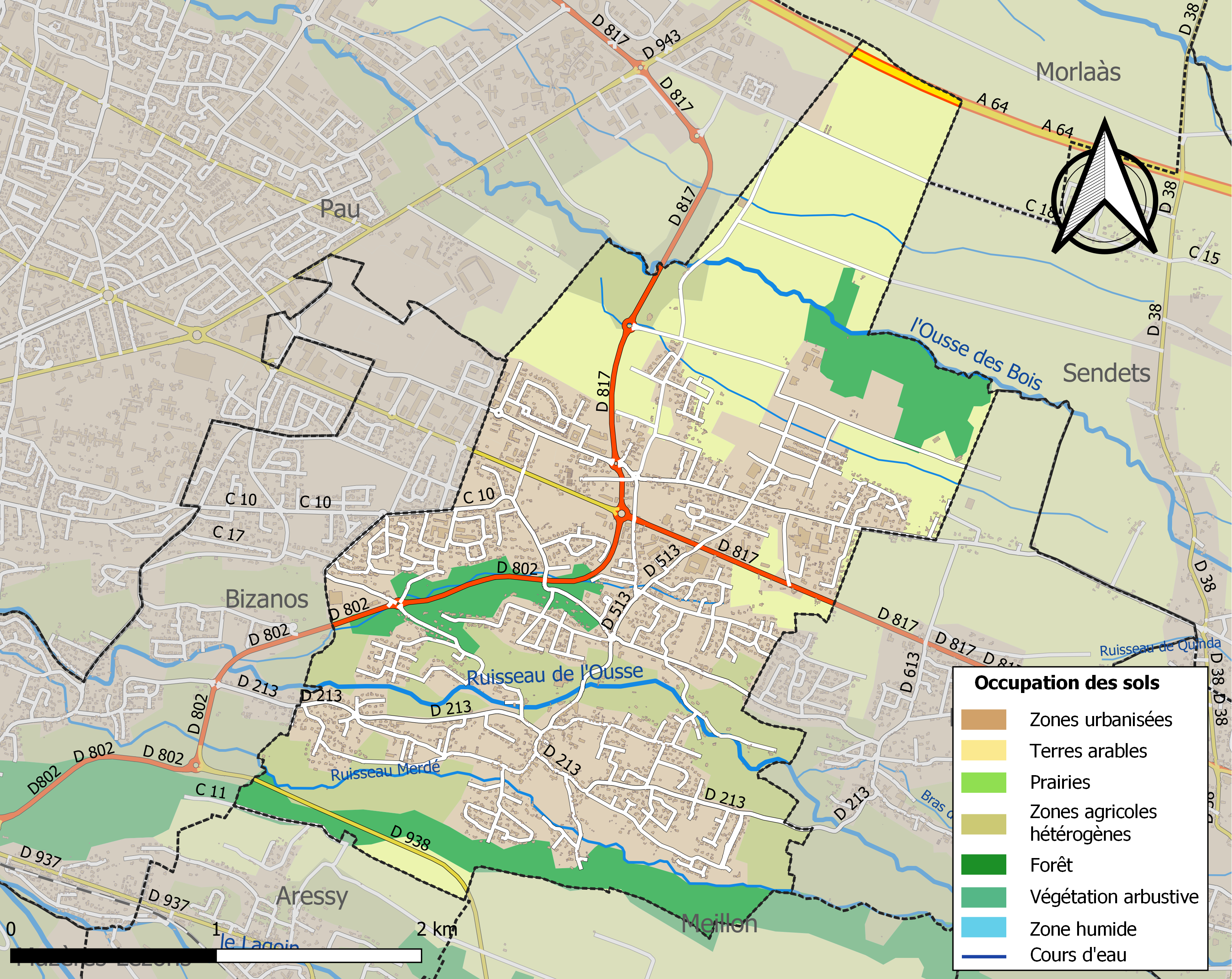
Carte des infrastructures et de l'occupation des sols de la commune en 2018 (CLC).

L'occupation des sols de la commune, telle qu'elle ressort de la base de données européenne d’occupation biophysique des sols Corine Land Cover (CLC), est marquée par l'importance des territoires artificialisés (47,9 % en 2018), en augmentation par rapport à 1990 (30,2 %). La répartition détaillée en 2018 est la suivante : 
zones urbanisées (45 %), terres arables (24,5 %), zones agricoles hétérogènes (15 %), forêts (12,6 %), zones industrielles ou commerciales et réseaux de communication (2,9 %). L'évolution de l’occupation des sols de la commune et de ses infrastructures peut être observée sur les différentes représentations cartographiques du territoire : la carte de Cassini (XVIIIe siècle), la carte d'état-major (1820-1866) et les cartes ou photos aériennes de l'IGN pour la période actuelle (1950 à aujourd'hui).

### Lieux-dits et hameaux
- Pont-Long.

### Voies de communication et transports
La commune est desservie par la route nationale 117, reliant Toulouse à Bayonne, et par les routes départementales 213 et 938.

#### Transports urbains
Idron est desservie par le réseau de bus Idelis :
- Lescar — Soleil ↔ Bizanos — Beau Soleil / Artigueloutan — Salle des Fêtes
- Poey-de-Lescar — Z.A. D817 / Lescar — Collège S. Palay ↔ Idron — Mairie
- Gan — Mairie ↔ Idron — Domaine du Roy / Sendets — Mairie
- Jurançon — LP A.Campa ↔ Pau — Porte des Pyrénées / Bizanos — Beau Soleil

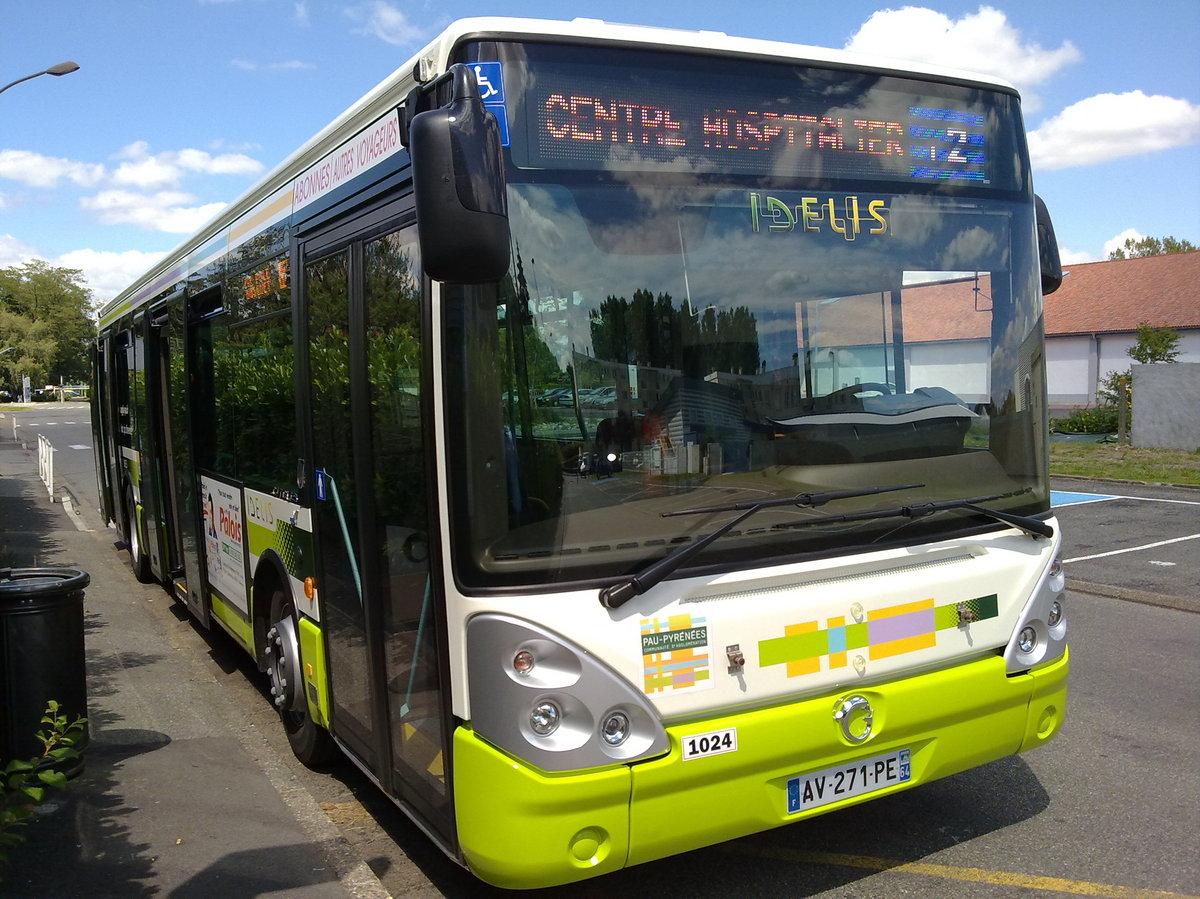
Bus du réseau.

### Risques majeurs
Le territoire de la commune d'Idron est vulnérable à différents aléas naturels : météorologiques (tempête, orage, neige, grand froid, canicule ou sécheresse), inondations et séisme (sismicité moyenne). Il est également exposé à un risque technologique,  le transport de matières dangereuses, et à un risque particulier : le risque de radon. Un site publié par le BRGM permet d'évaluer simplement et rapidement les risques d'un bien localisé soit par son adresse soit par le numéro de sa parcelle.

#### Risques naturels
Certaines parties du territoire communal sont susceptibles d’être affectées par le risque d’inondation par une crue torrentielle ou à montée rapide de cours d'eau, notamment le ruisseau de l'Ousse et l'Ousse des Bois. La commune a été reconnue en état de catastrophe naturelle au titre des dommages causés par les inondations et coulées de boue survenues en 1982, 1992, 1993, 2009, 2013, 2014, 2018 et 2021 et au titre des inondations par remontée de nappe en 2013,.

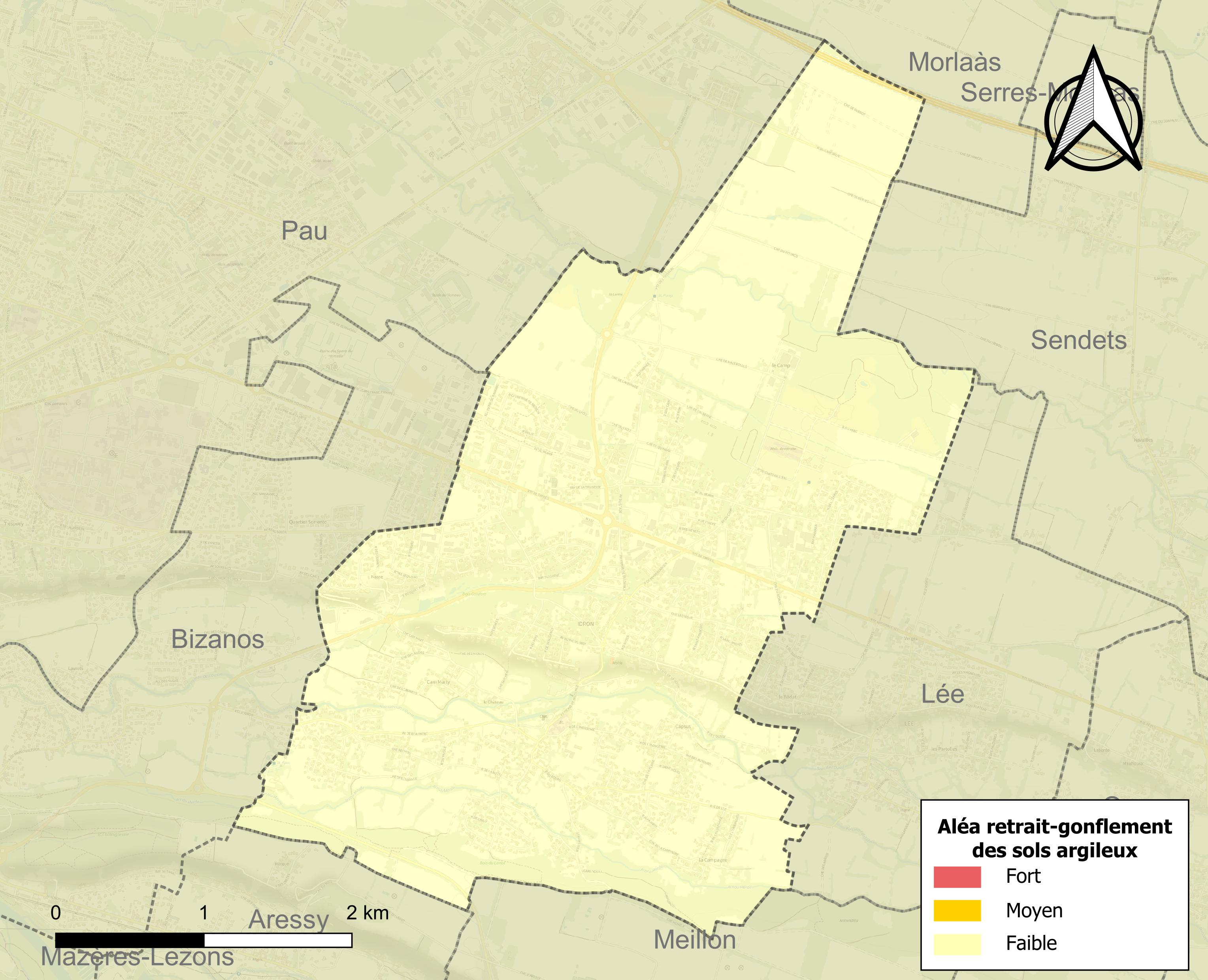
Carte des zones d'aléa retrait-gonflement des sols argileux d'Idron.

Le retrait-gonflement des sols argileux est susceptible d'engendrer des dommages importants aux bâtiments en cas d’alternance de périodes de sécheresse et de pluie. Aucune partie du territoire de la commune n'est en aléa moyen ou fort (59 % au niveau départemental et 48,5 % au niveau national). Depuis le 1er octobre 2020, en application de la loi ELAN, différentes contraintes s'imposent aux vendeurs, maîtres d'ouvrages ou constructeurs de biens situés dans une zone classée en aléa moyen ou fort,.

#### Risque particulier
Dans plusieurs parties du territoire national, le radon, accumulé dans certains logements ou autres locaux, peut constituer une source significative d’exposition de la population aux rayonnements ionisants. Selon la classification de 2018, la commune d'Idron est classée en zone 2, à savoir zone à potentiel radon faible mais sur lesquelles des facteurs géologiques particuliers peuvent faciliter le transfert du radon vers les bâtiments.

## Toponymie
Le toponyme Idron apparaît sous les formes 
Idronium (XIe siècle, cartulaire de l'abbaye de Saint-Pé), 
Ydroo et Ydro (respectivement 1385 et 1402) et 
Sent Germe de Ydroo (1505, notaires d'Assat).
Son nom béarnais est Idron ou Idroû.

## Histoire
Paul Raymond note qu'en 1385, Idron comptait vingt-deux feux et dépendait du bailliage de Pau.
La baronnie d'Idron fut créée en 1655. Elle étendait son ressort à Higuères et était vassale de la vicomté de Béarn.

## Politique et administration
| Période                                  | Période   | Identité            | Étiquette      | Qualité |
| ---------------------------------------- | --------- | ------------------- | -------------- | ------- |
| Les données manquantes sont à compléter. |           |                     |                |         |
| 1888                                     | 1919      | Calixte Lascassies  |                |         |
| 1919                                     | 1944      | Jean Laborde-Vergez |                |         |
| 1944                                     | 1947      | Hector Pelissier    |                |         |
| 1948                                     | 1958      | Jean Sarthou        |                |         |
| 1958                                     | mars 1959 | Jean Pialat         |                |         |
| mars 1959                                | mars 1989 | Raymond Sarthou     |                |         |
| mars 1989                                | mars 2001 | Léon Sayous         | UDF puis Modem |         |
| mars 2001                                | mai 2020  | Annie Hild          | UMP-LR         |         |
| mai 2020                                 | En cours  | André Nahon         |                |         |

La commune d'Idron-Ousse-Sendets a existé de 1989 à 2000. Elle a été créée en 1989, à la suppression de la commune d'Idron-Lée-Ousse-Sendets, quand la commune de Lée a été rétablie.
En 2000, elle a été supprimée, et les trois communes d'Idron, d'Ousse et de Sendets ont été rétablies.

### Intercommunalité
Idron fait partie de six structures intercommunales :
- la communauté d'agglomération Pau Béarn Pyrénées ;
- le syndicat AEP de la région de Jurançon ;
- le syndicat d'aménagement hydraulique du bassin de l'Ousse ;
- le syndicat d’énergie des Pyrénées-Atlantiques ;
- le syndicat intercommunal pour la construction et le fonctionnement du collège de Bizanos ;
- le syndicat mixte de la crèche l'Arche.

### Jumelages
Alfajarín (Espagne) depuis 1994. Il s'agit d'un jumelage collectif unissant du côté français les communes d'Idron, Ousse et Sendets à la commune espagnole d'Alfajarín.

## Population et société

### Démographie
L'évolution du nombre d'habitants est connue à travers les recensements de la population effectués dans la commune depuis 1793. Pour les communes de moins de 10 000 habitants, une enquête de recensement portant sur toute la population est réalisée tous les cinq ans, les populations de référence des années intermédiaires étant quant à elles estimées par interpolation ou extrapolation. Pour la commune, le premier recensement exhaustif entrant dans le cadre du nouveau dispositif a été réalisé en 2008.

En 2022, la commune comptait 5 134 habitants, en évolution de +7,74 % par rapport à 2016 (Pyrénées-Atlantiques : +3,78 %, France hors Mayotte : +2,11 %).
| 1793 | 1800 | 1806 | 1821 | 1831 | 1836 | 1841 | 1846 | 1851 |
| ---- | ---- | ---- | ---- | ---- | ---- | ---- | ---- | ---- |
| 380  | 348  | 343  | 380  | 426  | 453  | 462  | 506  | 486  |

| 1856 | 1861 | 1866 | 1872 | 1876 | 1881 | 1886 | 1891 | 1896 |
| ---- | ---- | ---- | ---- | ---- | ---- | ---- | ---- | ---- |
| 502  | 469  | 494  | 497  | 495  | 504  | 532  | 515  | 516  |

| 1901 | 1906 | 1911 | 1921 | 1926 | 1931 | 1936 | 1946 | 1954  |
| ---- | ---- | ---- | ---- | ---- | ---- | ---- | ---- | ----- |
| 523  | 523  | 518  | 465  | 482  | 531  | 566  | 695  | 1 186 |

| 1962 | 1968  | 1975  | 1982  | 1990  | 1999  | 2006  | 2008  | 2013  |
| ---- | ----- | ----- | ----- | ----- | ----- | ----- | ----- | ----- |
| 828  | 1 013 | 2 646 | 3 329 | 3 888 | 5 154 | 3 665 | 3 801 | 4 443 |

| 2018  | 2022  | - | - | - | - | - | - | - |
| ----- | ----- | - | - | - | - | - | - | - |
| 4 928 | 5 134 | - | - | - | - | - | - | - |

De 1973 à 1989 les chiffres de population intègrent également ceux des communes de Lée, Ousse et Sendets. Entre 1989 et 2000, les chiffres ne prennent plus en compte les chiffres de Lée. À partir de 2000, seuls les chiffres propres à Idron sont pris en compte.
Idron fait partie de l'aire d'attraction de Pau.

## Économie
De 1948 à 1980, Idron a accueilli l'aéro-club du Béarn sur un aérodrome créé en 1936.
Le 1er régiment de chasseurs parachutistes fut basé sur le camp militaire d'Idron de 1945 à 1984.
Chaque année, une délégation de militaires polonais se déplace à Idron, afin de se recueillir face à l'Oratoire Polonais d'Idron, monument à la Vierge de Częstochowa (la « Czarna Madonna » ou Madone Noire ou Vierge Noire de Częstochowa) qui rappelle le passage de l'armée polonaise dans le camp militaire d'Idron.
La commune fait partiellement partie de la zone d'appellation de l'ossau-iraty.
Du point de vue industriel, la commune accueille l'un des sites du façonnier pharmaceutique franco-luxembourgeois Fareva (et sous-traitant de divers vaccins COVID-19).

## Culture locale et patrimoine

### Patrimoine civil
Le Château d'Idron qui appartient à la commune depuis 2009.

### Patrimoine religieux
La commune dispose d’une église, l’église Saint-Pierre.

## Équipements

### Éducation
Idron dispose d'une école primaire (école des Platanes).

### Sports
Idron dispose d'un stade de rugby, où évolue l'AS Idron-Lée, inauguré en 1948.

## Personnalités liées à la commune
- Philippe Bernat-Salles
- Georges Marie Bonnin de La Bonninière de Beaumont (1872-1934), né au Château d'Idron.